# Hesperotestudo
Hesperotestudo is een geslacht van uitgestorven landschildpadden die van het Mioceen tot in Pleistoceen in Noord- en Midden-Amerika leefden.

## Verwantschap
Voorheen werd Hesperotestudo tot het geslacht Geochelone gerekend, maar Hesperotestudo bleek niet nauw verwant aan deze landschildpadden. Caudochelys is een ondergeslacht uit het Mioceen.

## Fossiele vondsten
Fossielen van Hesperotestudo zijn gevonden in Canada, de Verenigde Staten, Mexico, El Salvador, Costa Rica, Panama en Bermuda. De vondsten dateren uit het Vroeg-Mioceen tot Laat-Pleistoceen. Het uitsterven van Hesperotestudo valt samen met het verdwijnen van het merendeel van de megafauna in Noord-Amerika.

## Kenmerken
Het formaat wisselde tussen de soorten. Kleinere soorten hadden het formaat van gopherschildpad met een schild van 20 tot 30 cm lang. H. crassicutata had een schild van ongeveer 120 cm lang, vergelijkbaar met dat van de hedendaagse Galápagos-reuzenschildpadden en de Seychellen-reuzenschildpad. Een exemplaar uit het Pleistoceen van El Salvador was met een schild van 150 cm lang groter dan de hedendaagse reuzenschildpadden.